# Valbuena de Pisuerga
Valbuena de Pisuerga è un comune spagnolo di 81 abitanti situato nella comunità autonoma di Castiglia e León.